# Herb Kraju Kamczackiego

Herb Kraju Kamczackiego.

Herb Kraju Kamczackiego (ros: Герб Камчатского края) – jest oficjalnym symbolem rosyjskiego Kraju Kamczackiego, przyjętym w obecnej formie 17 lutego 2010 r. przez zgromadzenie prawodawcze.

## Opis i symbolika
We francuską tarczę herbową barwy srebrnej wpisane trzy czarne wulkany. Prawy z nich jest najwyższy (heraldyczny, z perspektywy obserwatora jest to lewy), a lewy najniższy. Ich szczyty barwy srebrnej i na każdym z nich umieszczone czerwone języki ognia w białym obramowaniu. W ich tle symbol czerwonego wschodzącego słońca. Promienie słoneczne barwy czerwonej oddzielone od słońca białą obwódką. Nad nimi niebieskie trójkąty. Dolne pole tarczy w barwie błękitnej. Od czarnych wulkanów oddziela je biała wstęga.
Wulkany Kamczatki stanowią symbol regionu i zostały wpisane na Listę światowego dziedzictwa UNESCO, dlatego też pojawiają się w herbie. Wyobrażenie czerwonego słońca ma wskazywać położenie geograficzne regionu, miejsce gdzie słońce wschodzi. Szczyty wulkanów są ośnieżone i tym samym stanowią odwołanie do warunków klimatycznych tych ziem. Dolne pole tarczy w barwie błękitnej to odwołanie do Oceanu Spokojnego nad którym znajduje się Kraj Kamczacki. Elementy czerwono-biało-błękitne umieszczone nad wschodzącym słońcem zostały zaczerpnięte z lokalnego folkloru i mają oddawać ornamentykę używaną w sztukach ludowych. Błękit wykorzystany w herbie ma symbolizować wielkość i potęgę regionu, który pełni ważną rolę na wschodzie Rosji i strzeże jej wschodnich rubieży. Biel to nawiązanie do czystości, pokoju i honoru.

## Historia
Pierwsze propozycje nadania herbu regionowi, który obecnie znany jest jako Kamczacki Kraj, pojawiają się w połowie XIX wieku. W 1850 r. przedstawiono projekt, który miał ustanowić herbem regionu jednogłowego złotego orła, na błękitnym tle. W lewym szponie heraldycznym (prawym z perspektywy widza) trzymać miał złoty harpun przewiązany dwoma linami, zwrócony ku górze. W prawym szponie heraldycznym (lewym) złoty łuk z dwoma złotymi strzałami. Całość wieńczyć miała Wielka Korona Imperialna Rosji, ale projekt ten nie został zaakceptowany. W 1851 r. obwodowi kamczackiemu nadano oficjalny herb. W srebrnej tarczy trzy czarne wzgórza, zwieńczone czerwonymi językami ogniami i smugami dymu. Całość zwieńczona Wielką Koroną Imperialną Rosji. Pod tą postacią miał on przetrwać aż do upadku Imperium Rosyjskiego w 1917 r., a następnie w wyniku przewrotu bolszewickiego został on zastąpiony symboliką związaną z nowym systemem komunistycznym.

Sytuację zmienił rozpad Związku Radzieckiego i przemiany jakie dokonały się w Federacji Rosyjskiej w latach dziewięćdziesiątych XX wieku. 5 maja 2004 r. obwód kamczacki uzyskał własny herb, który oparty był na dawnym wyobrażeniu heraldycznym pochodzącym z czasów imperialnych. Był on podobny do obecnie używanej formy, różnił się jedynie kilkoma detalami, takimi jak uwzględnienie fal w oceanie. Nie zawierał także elementów ornamentyki ludowej i symboliki wschodzącego słońca. 1 lipca 2007 r. z połączenia obwodu kamczackiego i Koriackiego Okręgu Autonomicznego powstał Kraj Kamczacki. Władze nowego podmiotu Federacji rozpisały konkurs na symbolikę regionu, w której wzięli udział zarówno regionalni artyści i heraldycy jak i pochodzący z innych obszarów Rosji. Autorem zwycięskiego projektu został Iwan Carkow. 17 lutego 2010 r. herb został oficjalnie zaakceptowany przez zgromadzenie prawodawcze. Użycie herbu reguluje specjalna ustawa. Na jej podstawie herb Kraju Kamczackiego musi być umieszczany na fasadach budynków, należący zarówno do władzy ustawodawczej jak i wykonawczej regionu, jak i w biurach najwyższych urzędników kraju oraz na salach posiedzeń organów przedstawicielskich. Herb powinien się znajdować także na pieczęciach, listach okolicznościowych i gratulacyjnych, dyplomach oraz dokumentach wytwarzanych przez administrację regionalną. 

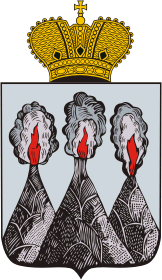
Herb obwodu kamczackiego z czasów Imperium Rosyjskiego.
Herb obwodu kamczackiego.
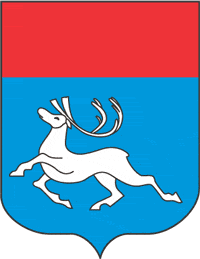
Herb Okręgu Koriackiego.